# ملح معالج

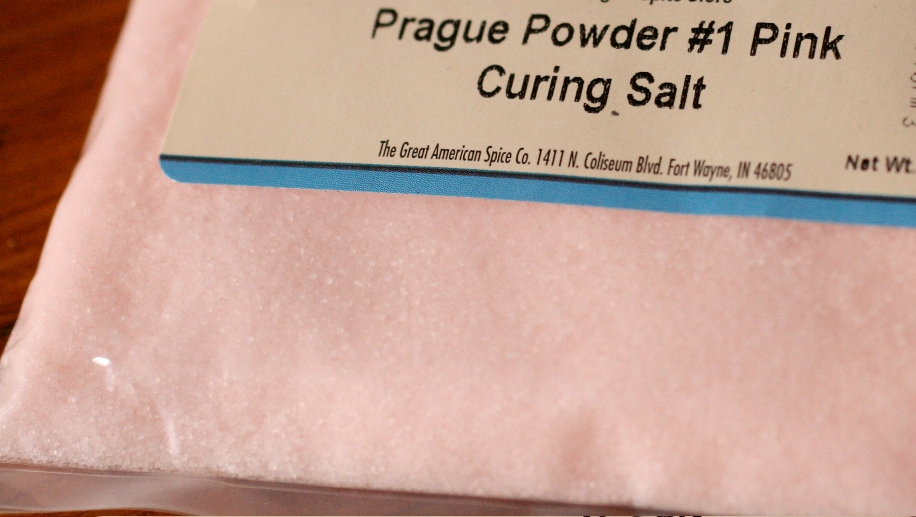
ملح معالِج

تُستخدم الأملاح المعالِجة في عملية حفظ الطعام لمنع أو إبطاء عملية فساد الطعام بواسطة البكتريا أو الفِطر. بشكل عام، تُسخدم الأملاح المعالِجة من أجل تخليل اللحوم كجزء من عملية صنع النقانق أو اللحم المُقدد. تتكون الأملاح المعالِجة من خليط من ملح الطعام ونتريت الصوديوم، مما يساعد على الحَد من نمو البكتريا، خاصةً الكلوستريديا (Clostridium botulinum) في محاولة لمنع التسمم من أكل اللحم (Botulism)، ويساعد في حفظ لون اللحم المُقدد. تحتوي الكثير من هذه الأملاح على صبغة حمراء تجعل لونهم زهريًا لمنع الخلط بينها وبين ملح الطعام. ولذلك أحيانًا ما يُطلق مسمى «الملح الزهري» على الأملاح المُعالجة. لا يجب الخلط ما بين الأملاح المعالِجة وملح الهيمالايا الزهريّ، وهو أيضًا ملح صافٍ به آثار عناصر والتي تعطيه لونه الزهريّ.

## الأنواع
يوجد أنواع كثيرة من الأملاح المُعالِجة تبعاً لبلد أو منطقة محددة.

### مسحوق براغ رقم واحد
هو من أكثر أنواع الأملاح المعالِجة شيوعًا. يُلقب أيضًا ب«إنستا كيور رقم واحد» (Insta Cure #1) أو «الملح المعالِج الزهريّ رقم واحد» (Pink Curing Salt #1). يحتوى على 6.25% من نتريت الصوديوم و93.75% من ملح الطعام. يُفضَّل للحوم التي تحتاج إلى فترات معالجة قصيرة وسيتم طهوها وأكلها بسرعة نسبيًا. يوفر نتريت الصوديوم النكهة واللون المميزان للمعالَجة.

### مسحوق براغ رقم اثنان
ويُسمّى أيضًا بالملح المعالج الزهري رقم اثنان. يحتوي على 6.25% من نتريت الصوديوم، 4% من نترات الصوديوم، و89.75% من ملح الطعام. تتكسر نترات الصوديوم الموجودة في مسحوق براغ رقم اثنان تدريجيًا لنتريت صوديوم، وعند الوصول إلى تلك المرحلة، تصبح النقانق المعالجة الجافة جاهزة للأكل، بدون وجود أي بقايا من نترات الصوديوم. لهذا السبب فهذا الملح يُفضل استخدامه للحوم التي قد تحتاج إلى فترات معالَجة طويلة (من أسابيع إلى أشهر)، مثل السلامي واللحم المعالج في الولايات المتحدة الجنوبية.

### نترات البوتاسيوم (Saltpetre)
«سولت-بيتر» "Saltpetre" هو مسمى آخر لنترات البوتاسيوم، وهو مكون شائع للحم المملح منذ العصور الوسطى، ولكن تم إيقاف استخدامه بسبب النتائج المتناقضة مقارنةً بمركبات النيتريت والنيترات الأكثر عصرية. بالرغم من ذلك، ما زالت نترات البوتاسيوم تُستخدم في بعض تطبيقات الطعام، مثل اللحم المطبوخ والبارد أو ما يسمى بالشركوتيري (charcuterie). لا يجب الخلط ما بين ال«سولت-بيتر» وال«تشيلي-بيتر» أو ال«بيرو-بيتر» وهم نترات الصوديوم.